# Bölükçalı, Keban
Bölükçalı là một xã thuộc huyện Keban, tỉnh Elâzığ, Thổ Nhĩ Kỳ. Dân số thời điểm năm 2011 là 13 người.